# Tipula (Acutipula) atuntzuensis
Tipula (Acutipula) atuntzuensis is een tweevleugelige uit de familie langpootmuggen (Tipulidae). De soort komt voor in het Oriëntaals gebied.